# Remollon
Remollon – miejscowość i gmina we Francji, w regionie Prowansja-Alpy-Lazurowe Wybrzeże, w departamencie Alpy Wysokie.

## Demografia
Według danych na rok 1990 gminę zamieszkiwały 332 osoby, a gęstość zaludnienia wynosiła 51 osób/km². W styczniu 2015 r. Remollon zamieszkiwało 456 osób, przy gęstości zaludnienia wynoszącej 70,7 osób/km².